# Tapinanthus pentagonia
Tapinanthus pentagonia là một loài thực vật có hoa trong họ Loranthaceae. Loài này được (DC.) Tiegh. miêu tả khoa học đầu tiên năm 1895.